# Esiliiga 2015
L'Esiliiga 2015 è stata la 25ª edizione della seconda divisione del campionato estone di calcio e si è disputata tra l'8 marzo e l'8 novembre 2015. Il Flora Tallinn II, squadra detentrice del titolo e non promossa in quanto la prima squadra si trova nella massima serie, ha vinto il campionato per il secondo anno consecutivo. Il Tarvas Rakvere ha ottenuto la promozione in Meistriliiga per la prima volta nella sua storia.

## Squadre partecipanti
Delle dieci squadre che partecipano al campionato, il Kalev Tallinn proviene dalla Meistriliiga 2014, retrocessa avendo concluso all'ultimo posto. Anche il Lokomotiv Jõhvi è stato retrocesso dalla massima serie dopo i play-out, ma ha poi rinunciato ad iscriversi al campionato, optando per la ripartenza in II Liiga. Ciò ha portato al ripescaggio del Vaprus Vändra, che avendo concluso la scorsa stagione in penultima posizione avrebbe dovuto essere relegato in Esiliiga B, categoria da cui provengono invece Infonet II e Santos Tartu, primo e secondo nella classifica finale.
| Club              | Città      | Stadio              | Posizione 2014                                   |
| ----------------- | ---------- | ------------------- | ------------------------------------------------ |
| Flora Tallinn II  | Tallinn    | Sportland Arena     | 1º posto in Esiliiga                             |
| Infonet II        | Tallinn    | Stadio Lasnamäe     | 1º posto in Esiliiga B                           |
| Kalev Tallinn     | Tallinn    | Kalevi Keskstaadion | 10º posto in Meistriliiga                        |
| Kalju Nõmme II    | Tallinn    | Stadio Hiiu         | 4º posto in Esiliiga                             |
| Irbis Kiviõli     | Kiviõli    | Kiviõli Staadion    | 7º posto in Esiliiga                             |
| Kuressaare        | Kuressaare | Stadio Kuressaare   | 6º posto in Esiliiga                             |
| Levadia Tallinn 2 | Tallinn    | Stadio Maarjamäe    | 2º posto in Esiliiga                             |
| Santos Tartu      | Tartu      | Stadio Tamme        | 2º posto in Esiliiga B                           |
| Tarvas Rakvere    | Rakvere    | Stadio Rakvere      | 8º posto in Esiliiga                             |
| Vaprus Vändra     | Vändra     | Stadio Vändra       | 9º posto in Esiliiga e successivamente ripescato |

## Classifica finale
|  | Pos. | Squadra             | Pt | G  | V  | N  | P  | GF  | GS | DR  |
|  | ---- | ------------------- | -- | -- | -- | -- | -- | --- | -- | --- |
|  | 1.   | Flora Tallinn II *  | 72 | 36 | 22 | 6  | 8  | 76  | 40 | +36 |
|  | 2.   | Levadia Tallinn 2 * | 71 | 36 | 22 | 5  | 9  | 118 | 57 | +61 |
|  | 3.   | Infonet II *        | 66 | 36 | 20 | 6  | 10 | 108 | 48 | +60 |
|  | 4.   | Tarvas Rakvere      | 47 | 36 | 12 | 11 | 13 | 52  | 53 | -1  |
|  | 5.   | Kalju Nõmme II *    | 46 | 36 | 14 | 4  | 18 | 50  | 56 | -6  |
|  | 6.   | Kalev Tallinn       | 46 | 36 | 13 | 7  | 16 | 47  | 59 | -12 |
|  | 7.   | Irbis Kiviõli       | 44 | 36 | 13 | 5  | 18 | 60  | 87 | -27 |
|  | 8.   | Santos Tartu        | 42 | 36 | 12 | 6  | 18 | 56  | 83 | -27 |
|  | 9.   | Vaprus Vändra       | 38 | 36 | 11 | 5  | 20 | 43  | 80 | -37 |
|  | 10.  | Kuressaare          | 37 | 36 | 10 | 7  | 19 | 48  | 95 | -47 |

Legenda:

      Promossa in Meistriliiga 2016

 Ammessa agli spareggi promozione o retrocessione

      Retrocessa in Esiliiga B 2016
(*) squadra ineleggibile per la promozione.
Note:

Tre punti a vittoria, uno a pareggio, zero a sconfitta.
La classifica viene stilata secondo i seguenti criteri:
- Punti conquistati
- play-off (solo per decidere la squadra campione)
- Meno partite perse a tavolino
- Partite vinte
- Punti conquistati negli scontri diretti
- Differenza reti negli scontri diretti
- Differenza reti generale
- Reti totali realizzate
- Fair-play ranking

## Spareggi

### Play-off
| 18 novembre 2015 | Tammeka Tartu | 4 – 1 | Kalev Tallinn | Tartu, Tamme Staadion        |
| 21 novembre 2015 | Kalev Tallinn | 1 – 0 | Tammeka Tartu | Tallinn, Kalevi Keskstadioon |

Il Kalev Tallinn ha perso lo spareggio ed è rimasto in Esiliiga.

### Play-out
La sfida play-out prevista tra Santos Tartu e Sillamäe Kalev 2 non è stata disputata per la rinuncia della squadra riserve del Kalev, che ha deciso di rimanere in Esiliiga B anche per la stagione successiva.

## Verdetti finali
- Flora Tallinn II vincitore della Esiliiga 2015.
- Tarvas Rakvere promosso in Meistriliiga 2016.
- Santos Tartu salvo dopo la mancata disputa dei play-out.
- Vaprus Vändra inizialmente retrocesso in Esiliiga B 2016 e poi ripescato.
- Kuressaare retrocesso in Esiliiga B 2016.
- Irbis Kivioli ha rinunciato all'iscrizione in Esiliiga 2016 ed è ripartito dalla II Liiga 2016.